# Wilhelm Erdmann Florian von Thielau

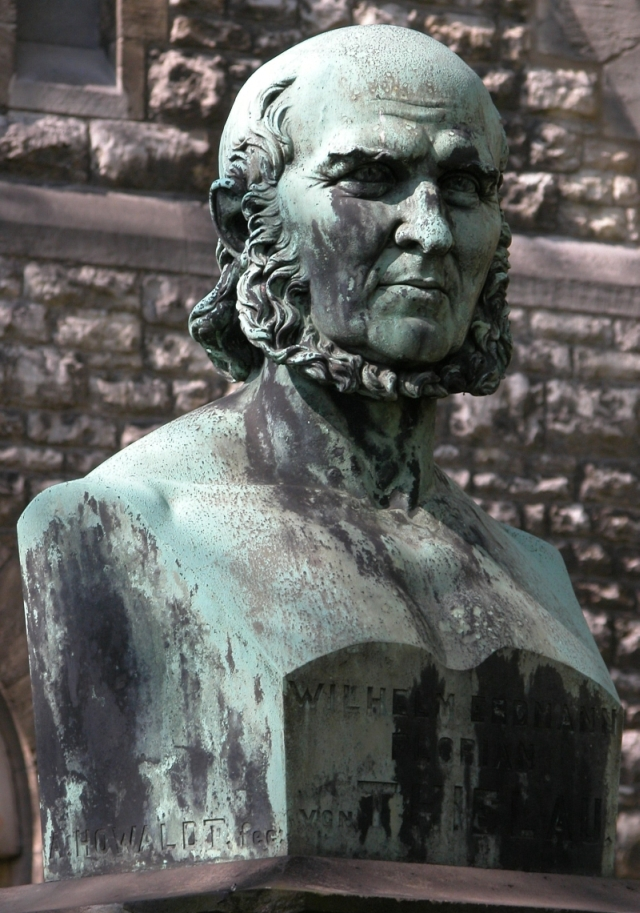
Thielau-Denkmal von August Howaldt auf dem Braunschweiger Domfriedhof.

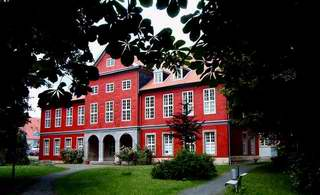
Gutshaus Niedersickte (heute: Herrenhaus Sickte)

Wilhelm Erdmann Florian von Thielau (* 19. Mai 1800 auf Gut Niedersickte; † 12. November 1865 in Braunschweig) war ein deutscher Beamter und Politiker.

## Herkunft
Wilhelm Erdmann Florian war Angehöriger derer von Thielau. Seine Eltern waren der preußische Hauptmann August Wilhelm von Thielau (* 18. März 1759; † 29. November 1825) und dessen Ehefrau Henriette von Honroth (* 15. Oktober 1767; † 7. Mai 1807).

## Leben
Er studierte ab 1816 an der Bergakademie in Freiberg sowie anschließend Rechtswissenschaften an der Universität Göttingen und trat 1820 als Bergwerksauditor in den sächsischen Staatsdienst ein. 1823 wechselte er in den herzoglich-braunschweigischen Staatsdienst. 1824 übernahm er das väterliche Gut Niedersickte und trat 1828 aus dem Staatsdienst aus. 1830 gab er die Gutsverwaltung auf und wurde 1832 Finanzrat in Braunschweig. 1835 wurde er zum Ministerialrat befördert, ab 1837 leitete er die Baudirektion. 1842 wurde er Direktor der staatlichen Berg- und Hüttenwerke. Im März 1848 wurde er zum herzoglich-braunschweigischen Finanzdirektor berufen. Im April wurde er in den Fünfzigerausschuss berufen und war ab Juni 1848 zusätzlich Gesandter des Herzogtums bei der Frankfurter Nationalversammlung.
Vom 15. Januar bis zum 20. Mai 1849 war Thielau als Nachfolger Stolles Abgeordneter für Holzminden in der Nationalversammlung, wo er zur Casino-Fraktion zählte. Nach dem Scheitern der Nationalversammlung nahm er am Gothaer Nachparlament teil.
1850 war er Abgeordneter im Erfurter Unionsparlament, im gleichen Jahr wurde Thielau Präsident der Finanz-, Steuer- und Zollverwaltung in Braunschweig und vertrat das Herzogtum beim Zollverein. Von 1852 bis zu seinem Tod war er auch Mitglied der braunschweigischen Landesversammlung.

## Familie
Thielau heiratete am 22. September 1835 Auguste von Löhneysen (* 30. August 1808; † 26. Oktober 1849). Das Paar hatte mehrere Kinder:
- Luise (* 21. Juli 1836; † 2. Februar 1887) ⚭ 1864 Wilhelm Friedrich Ernst von Krosigk († 25. September 1889), Kreisdirektor
- Florian (* 18. Dezember 1839) kaiserlicher Legationsrat a. D.

Nach dem Tod seiner ersten Frau heiratete er am 26. August 1855 deren Schwester Albertine Bertha  von Löhneysen (* 6. Februar 1805).

## Schriften
- Ueber gemeinsame materielle interessen im deutschen bundesstaate. C. Krebs-Schmitt, Frankfurt/Main um 1848.
- Gemeinschaftliche Productions-Steuer von Salz und Rübenzucker in Deutschland. Friedrich Vieweg und Sohn, Braunschweig 1851. (Digitalisat)
- Der Zollverein Deutschlands und die Krisis, mit welcher er bedroht ist. Friedrich Vieweg und Sohn, Braunschweig 1862. (Digitalisat)